# Аномалія Ебштейна
Анома́лія Ебште́йна (англ. Ebstein's anomaly) — вроджена вада серця, при якій стулки трикуспідального клапана (ТК) зміщені в порожнину правого шлуночку серця, в результаті чого формується атріалізована частина шлуночку. Відбувається так звана атріалізація (прим. в медичній термінології лат. atrium — укр. передсердя) правого шлуночку.

## Історія
| 1866 | Німецький лікар Вільгельм Ебштейн (Wilhelm Ebstein) вперше описав ваду при аутопсії 19-річного юнака, котрий страждав вираженими порушеннями гемодинаміки, ціанозом, та важкими порушеннями ритму серця                                      |
| 1950 | Американський кардіолог Хелен Тауссіг (Helen Brooke Taussig) вперше поставила діагноз АЕ трьом пацієнтам та описала характерну клінічну картину цієї вади.                                                                                   |
| 1998 | Французькі кардіохірурги С. Шаво (Chauvaud S.) та А. Карпент'є (Carpentier A.) вперше у світі опублікували результати про хірургічне лікування АЕ з використанням Двонаправленого кавопульмонального анастомозу у найтяжчої групи пацієнтів. |

## Морфологія
Септальна та задня стулки ТК зміщені вниз до верхівки правого шлуночку. Передня стулка ТК збільшена, має аномальну кількість хорд та місця їх прикріплення. Та частина правого шлуночку, яка лежить між кільцем ТК та місцем прикріплення септальної та задньої стулки, витончена та розтянута (атріалізована частина правого шлуночку). Остаточна порожнина правого шлуночку зменшена. Стулки ТК можуть щільно прилягати до стінки правого шлуночку. Вивідний тракт правого шлуночку може бути звужений за рахунок передньої стулки ТК та її хорд

### Асоціація з іншими вродженими вадами серця
- Відкрите овальне вікно або Атріосептальний дефект (зустрічається найчастіше)
- Обструкція вивідного тракту правого шлуночку
- Вентрикулосептальний дефект

### Асоціація з синдромами
Синдром Вольфа-Паркінсона-Уайта

### Асоціація з генетичними захворюваннями
Хвороба Наксоза (англ. Naxos Desease) OMIM 601214

## Класифікація
Класифікація Аномалії Ебштейна за Карпентьє (Carpentier)
| Тип А | Адекватний об'єм правого шлуночку                                                                       |
| Тип B | Великий атріалізований сегмент правого шлуночку; рухома передня стулка ТК                               |
| Тип C | Обмежена рухливість передньої стулки ТК; може спричинювати обструкцію вивідного тракту правого шлуночку |
| Тип D | Майже повна атріалізація правого шлуночку                                                               |

## Ознаки та симптоми
Швидке серцебиття при фізичних навантаженнях.

## Діагностика
- Оглядова рентгенографія органів грудної порожнини

Виявляє округлену тінь серця за рахунок збільшеного правого передсердя, кардіомегалія (збільшення розмірів серця)
- Електрокардіографія

— Різке збільшення зубця Р в стандартних і правих грудних відведеннях

— Блокада правої ніжки пучка Гіса

— Деформація шлуночкового комплексу серця — ORS
- Ехокардіографія дозволяє виявити:

— достовірне зміщення септальної стулки ТК

— розмір правого передсердя, розмір кільця ТК

— функцію стулок ТК, ступінь недостатності ТК

— наявність Відкритого овального вікна або Атріосептального дефекту

— стан Вивідного тракту правого шлуночку (відсутнімть чи наявність обструкції)

— наявність асоційованих вад серця
- Електрофізіологічне дослідження

— оцінка функції синусового та атріовентрикулярного вузлів

— вивчення механізмів розвитку тахікардій

— вивчення електрофізіологічних властивостей додаткових провідних шляхів
- Магнітно-резонансна томографія

Дозволяє отримати найточніші дані про розміри правого шлуночку та його функцію

## Лікування
Хірургічни втручання. 

### Хірургічне
- Протезування трикуспідального клапана
- Пластичні операції на трикуспідальному клапані
- Гемодинамічна корекція

Системно-легеневий анастомоз виконується, коли радикальна корекція неможлива в даний момент. Сьогодні використовується рідко.
Двонаправлений кавопульмональний анастомоз у поєднанні з пластикою трикуспідального клапана виконується у пацієнтів зі зниженою скоротливою здатністю правого шлуночку серця.
Найбільшим досвідом у світі з хірургічного лікування Аномалії Ебштейна володіють Сильвіан Шаво (Sylvain Chauvaud), Європейський шпиталь ім. Жоржа Помпіду, Франція та Василь Лазоришинець, Національний інститут серцево-судинної хірургії ім. М. М. Амосова, Україна.